# Aurel Stodola

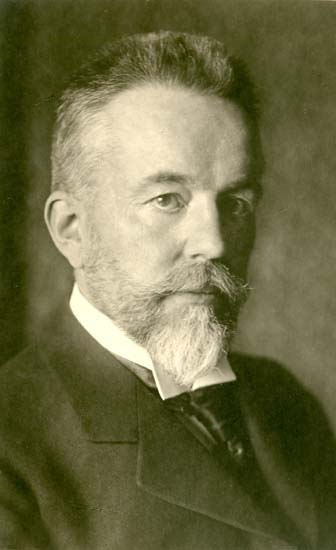
Aurel Boreslav Stodola

Aurel Boreslav Stodola (auch Aurel Boleslav Stodola; * 10. Mai 1859 Liptovský Svätý Mikuláš, Komitat Liptau in der heutigen Slowakei; † 25. Dezember 1942 in Zürich) war ein Ingenieur, der maßgeblich die theoretische und praktische Weiterentwicklung von Turbinen vorantrieb. Den Großteil dieser Arbeit leistete er als Professor für Maschinenbau und Maschinenkonstruktion am Eidgenössischen Polytechnikum Zürich (ab 1908 Technische Hochschule).

## Leben und Wirken
Aurel Stodola wurde 1859 im zum Kaisertum Österreich gehörenden Königreich Ungarn (heute Slowakei) geboren. Ab 1877 studierte er Maschinenbau, zunächst an der polytechnischen Schule in Budapest, ab 1878 dann am Eidgenössischen Polytechnikum in Zürich, wo er 1881 das Diplom mit Auszeichnung erhielt. Nach dem Studium half Stodola zunächst beim Wiederaufbau der durch ein Feuer zerstörten Lederfabrik seines Vaters. Anschließend war er von 1884 bis 1892 bei der Prager Maschinenbau AG in Prag beschäftigt.
Im März 1892 wurde Stodola dann als Professor für Maschinenbau und Maschinenkonstruktion ans Eidgenössische Polytechnikum nach Zürich berufen. Hier baute er schnell sein weltweites Renommee als hervorragender Fachmann auf dem Gebiet der Strömungsmaschinen und Wärmekraftmaschinen auf. Er war dabei als Theoretiker ebenso geschätzt wie als Praktiker und als Lehrer. Am Polytechnikum richtete er das modernste Maschinenlaboratorium Europas ein und arbeitete eng mit der lokalen Industrie (Escher, Wyss & Cie., Brown, Boveri & Cie., ...) zusammen. Er formulierte das manchmal auch Stodola-Gesetz genannte Kegelgesetz zum Betriebsverhalten von Turbinen. Stodolas Beratung trug wesentlich dazu bei, dass Heinrich Zoelly 1903 seine erste mehrstufige Aktionsturbine und dass Hans Holzwarth ab 1905 die erste serienreife Gasturbine bauen konnte. 1903 veröffentlichte Stodola erstmals sein Lehrbuch „Die Dampfturbinen und ihre Aussichten als Wärmekraftmaschinen und über die Gasturbine“, kurz: „Dampf- und Gasturbinen“, das über zahlreiche Auflagen und übersetzt in viele Sprachen zum Standardwerk des thermischen Turbomaschinenbaus wurde.
Der vielseitig interessierte Pazifist und Ordinarius Stodola arbeitete aber nicht nur auf dem Gebiet der Turbinen. So entwickelte Stodola z. B. auch eine Handprothese in Zusammenarbeit mit Ferdinand Sauerbruch. Als Beitrag zur Technik-Diskussion schrieb er das Buch „Gedanken zu einer Weltanschauung vom Standpunkte des Ingenieurs“ (Springer-Verlag, 1931), das auch seine problematische Haltung zu sozialmedizinischen Fragen offenbart. Weiterhin setzte er sich mit philosophischen und wirtschaftlichen Fragestellungen auseinander und korrespondierte mit Zeitgenossen wie Albert Einstein und Albert Schweitzer.
Nach seiner Emeritierung 1929 arbeitete er weiter in Forschung und Industrie. 1942 starb er in Zürich.

## Ehrungen
Stodola sind – teils zu Lebzeiten, teils posthum – zahlreiche Ehrungen und Auszeichnungen zuteilgeworden. Er erhielt die Ehrendoktorwürde der Universität Hannover (1905), der Universität Brünn und der Universität Prag (1929). Er war Berater und korrespondierendes Mitglied der französischen Académie des sciences (Akademie der Wissenschaften). 1929 wurde er in die American Academy of Arts and Sciences gewählt. Ihm wurde 1908 die Grashof-Denkmünze des Vereins Deutscher Ingenieure verliehen und im hohen Alter schließlich 1941 die James-Watt-Medaille. 1937 wurde er zum korrespondierenden Mitglied der Preußischen Akademie der Wissenschaften gewählt.
Albert Einstein sagte über ihn:

„Wäre er in die Renaissance hineingeboren, so wäre er ein großer Maler oder Bildhauer geworden. Denn der stärkste Trieb seiner Persönlichkeit ist Phantasie und Gestaltungsdrang.“

Seit 2004 erinnert die ETH an das Werk und Leben von Stodola mit einer speziellen Aurel Stodola Lecture.